# Satellite Awards
Les Satellite Awards, anciennement connus sous le nom de Golden Satellite Awards, sont des récompenses du cinéma et de la télévision américains organisés par l'International Press Academy (IPA) depuis 1997.

## Historique
L’International Press Academy a été créée en 1996 par Mirjana van Blaricom, alors présidente de l’Hollywood Foreign Press Association (qui remet les Golden Globes), et représente diverses associations de journalistes dans le monde.

## Catégories de récompenses
En gras sont indiquées les catégories actuellement décernées.

### Cinéma
- Meilleur film (Best Motion Picture) – depuis 2011
  -  Meilleur film dramatique (Best Motion Picture - Drama) – 1997-2010; depuis 2018
  -  Meilleur film musical ou comédie (Best Motion Picture - Musical or Comedy) – 1997-2010; depuis 2018

- Meilleur réalisateur (Best Director) – depuis 1997

- Meilleur acteur (Best Actor – Motion Picture) – depuis 2011
  -  Meilleur acteur dans un film dramatique (Best Actor – Drama) – 1997-2010; depuis 2018
  -  Meilleur acteur dans un film musical ou une comédie (Best Actor – Musical or Comedy) – 1997-2010; depuis 2018
- Meilleure actrice (Best Actress – Motion Picture) – depuis 2011
  -  Meilleure actrice dans un film dramatique (Best Actress – Drama) – 1997-2010; depuis 2018
  -  Meilleure actrice dans un film musical ou une comédie (Best Actress – Musical or Comedy) – 1997-2010; depuis 2018
- Meilleur acteur dans un second rôle (Best Supporting Actor - Motion Picture) – depuis 2006
  -  Meilleur acteur dans un second rôle (drame) (Best Supporting Actor - Drama) – 1997-2005
  -  Meilleur acteur dans un second rôle (comédie) (Best Supporting Actor - Musical or Comedy) – 1997-2005
- Meilleure actrice dans un second rôle (Best Supporting Actress - Motion Picture) – depuis 2006
  -  Meilleure actrice dans un second rôle (drame) (Best Supporting Actress - Drama) – 1997-2005
  -  Meilleure actrice dans un second rôle (comédie) (Best Supporting Actress - Musical or Comedy) – 1997-2005
- Meilleure distribution (Best Ensemble - Motion Picture) – depuis 1997

- Meilleur scénario original (Best Original Screenplay) – depuis 1997
- Meilleur scénario adapté (Best Adapted Screenplay) – depuis 1997

- Meilleure direction artistique (Best Art Direction and Production Design) – depuis 1997
- Meilleurs costumes (Best Costume Design) – depuis 1997
- Meilleure photographie (Best Cinematography) – depuis 1997
- Meilleur montage (Best Editing) – depuis 1997
- Meilleurs effets visuels (Best Visual Effects) – depuis 1997
- Meilleur son (Best Sound) – depuis 1999

- Meilleure musique de film (Best Original Score) – depuis 1997
- Meilleure chanson originale (Best Original Song) – depuis 1997

- Meilleur film en langue étrangère (Best Foreign Language Film) – depuis 1997
- Meilleur film d'animation ou multimédia (Best Animated or Mixed Media Feature) – depuis 1997
- Meilleur film documentaire (Best Documentary Film) – depuis 1997
- Meilleur ensemble de disques Blu-Ray (Best Overall Blu-Ray Disc)

### Télévision
- Meilleure série télévisée dramatique (Best Television Series  Drama) – depuis 1997
- Meilleure série télévisée musicale ou comique (Best Television Series  Musical or Comedy) – depuis 1997
- Meilleure série télévisée de genre (Best Television Series  Genre) – depuis 2011
- Meilleure mini-série ou meilleur téléfilm (Best Miniseries or Motion Picture Made for Television) – 1997-1998 et depuis 2011
  -  Meilleure mini-série (Best Miniseries) – 1999-2010
  -  Meilleur téléfilm (Best Motion Picture Made for Television) – 1999-2010

- Meilleur acteur dans une série télévisée dramatique (Best Actor Television Series Drama) – depuis 1997
- Meilleure actrice dans une série télévisée dramatique (Best Actress Television Series Drama) – depuis 1997
- Meilleur acteur dans une série télévisée musicale ou comique (Best Actor Television Series Musical or Comedy) – depuis 1997
- Meilleure actrice dans une série télévisée musicale ou comique (Best Actress Television Series Musical or Comedy) – depuis 1997
- Meilleur acteur dans une mini-série ou un téléfilm (Best Actor in a Miniseries or Television Film) – depuis 1997
- Meilleure actrice dans une mini-série ou un téléfilm (Best Actress in a Miniseries or Television Film) – depuis 1997
- Meilleur acteur dans un second rôle (Best Supporting Actor Series, Miniseries or Television Film) – depuis 1997
  -  Meilleur acteur dans un second rôle (drame) (Best Supporting Actor  Television Series Drama) – 2002-2003
  -  Meilleur acteur dans un second rôle (comédie) (Best Supporting Actor  Television Series Musical or Comedy) – 2002-2003
- Meilleure actrice dans un second rôle (Best Supporting Actress  Series, Miniseries or Television Film) – depuis 1997
  -  Meilleure actrice dans un second rôle (drame) (Best Supporting Actress  Television Series Drama) – 2002-2003
  -  Meilleure actrice dans un second rôle (comédie) (Best Supporting Actress  Television Series Musical or Comedy) – 2002-2003
- Meilleure distribution (Best Ensemble - Television Series) – depuis 2001